# Colla jehlei
Colla jehlei är en fjärilsart som beskrevs av Schade. 1939. Colla jehlei ingår i släktet Colla och familjen silkesspinnare. Inga underarter finns listade i Catalogue of Life.